# Cloghanmore
Koordinaten: 54° 41′ 21″ N, 8° 44′ 45,1″ W
Cloghanmore (irisch An Clochán Mór, deutsch „der Große Stein“) ist ein Court Tomb (megalithisches Kammergrab - englisch chambered tomb), ähnlich Creevykeel, mit der Besonderheit paralleler Zwillingsgalerien, bestehend aus je zwei Kammern am westlichen Ende des Hofes. Es liegt im Townland Malin More (irisch Málainn Mhóir) bei Glencolumbkille im County Donegal in Irland. Court Tombs gehören zu den megalithischen Kammergräbern (englisch chambered tombs) auf der Insel. Sie werden mit etwa 600 Exemplaren nahezu ausschließlich in Ulster im Norden von Irland beziehungsweise in Nordirland gefunden.

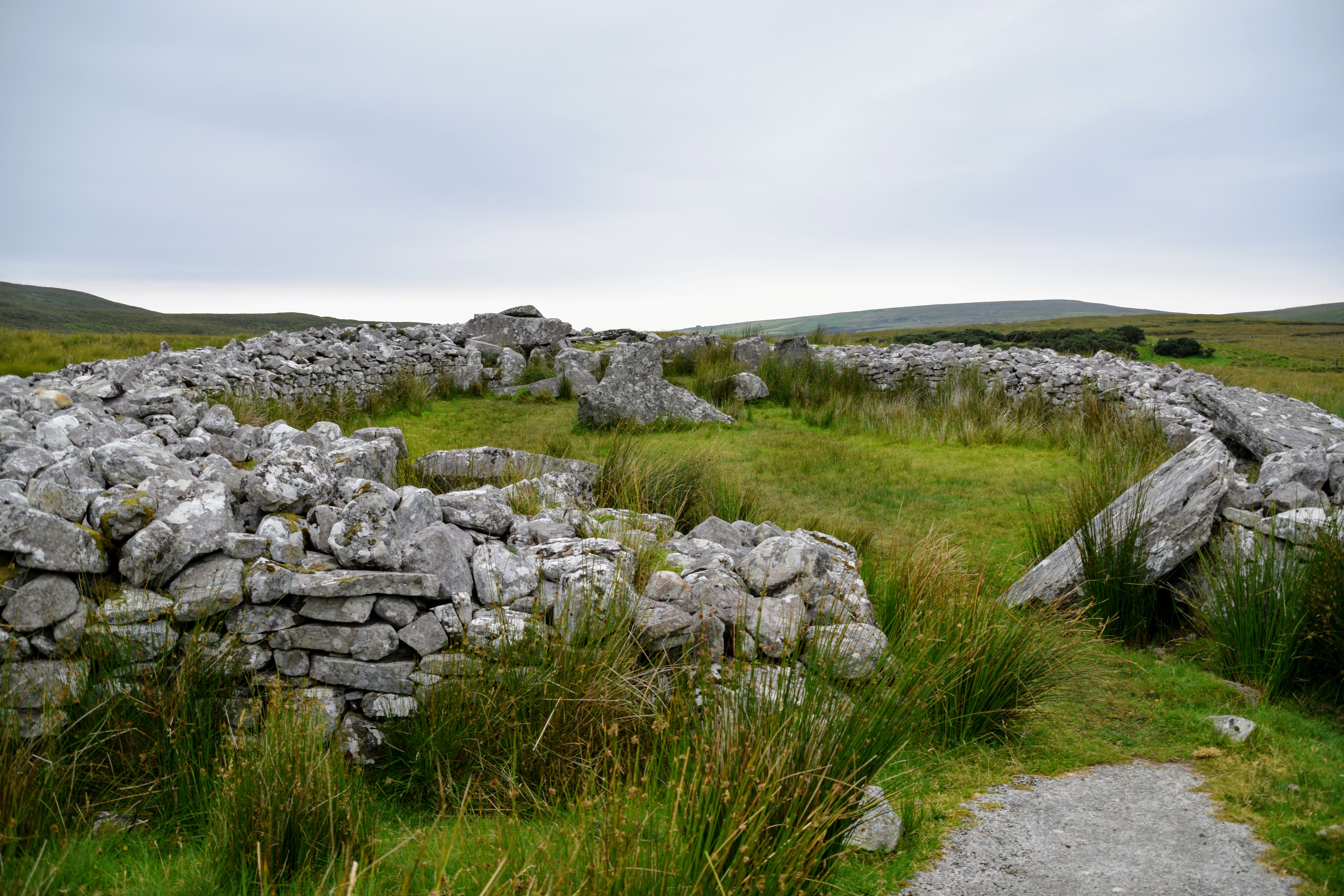
Cloghanmore

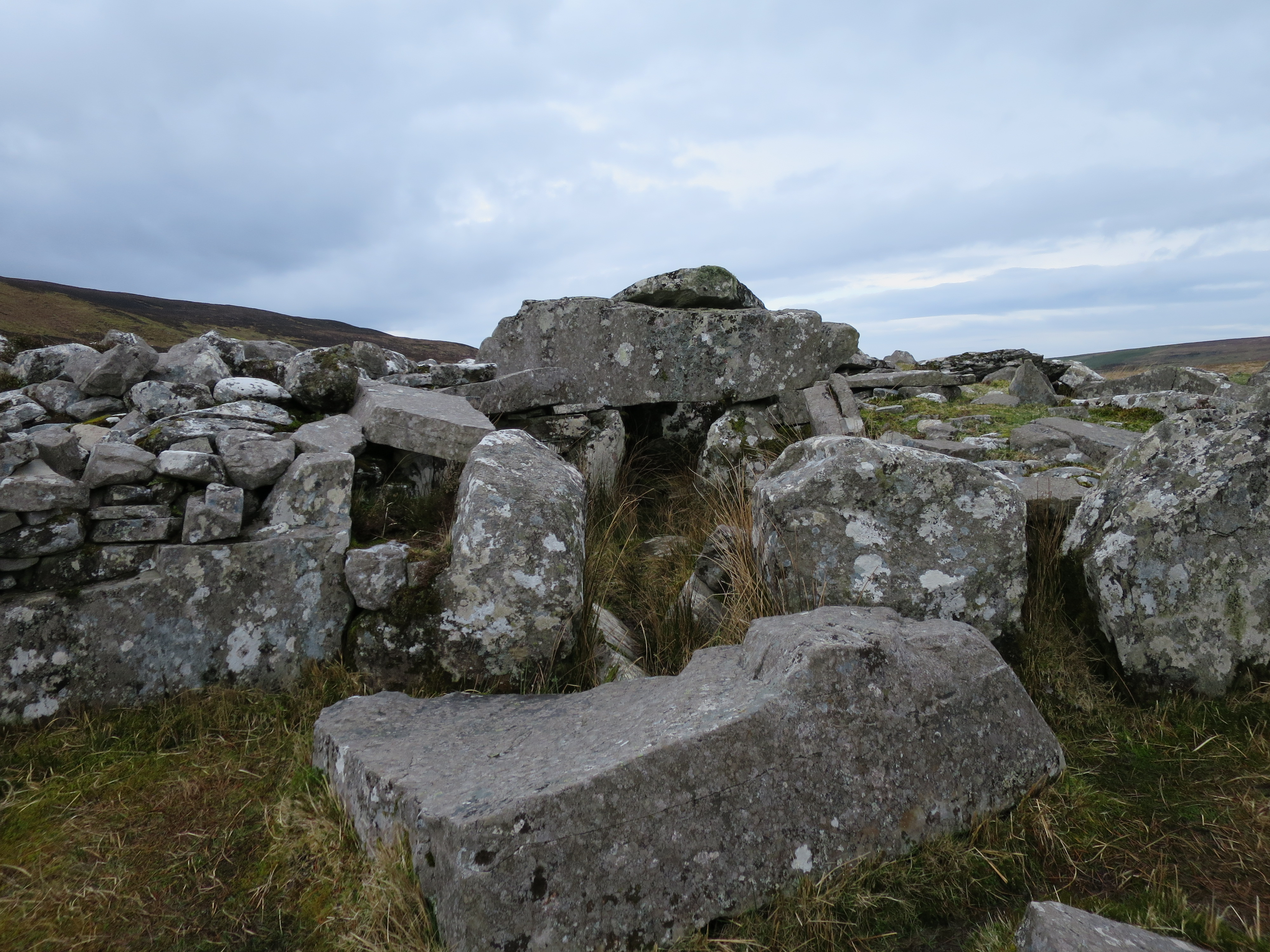
Cloghanmore

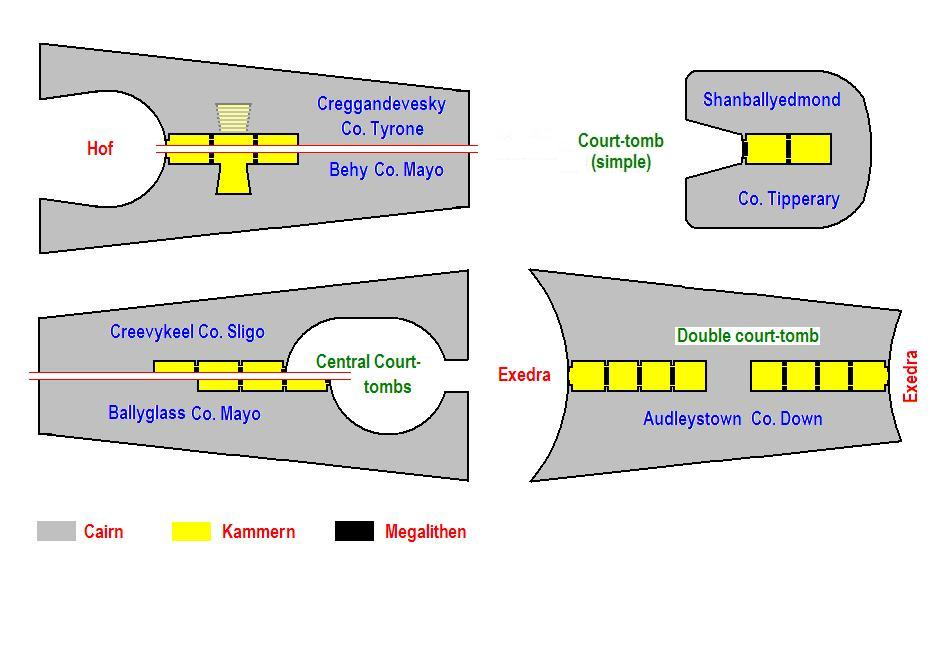
Verschiedene Court Tombs

Cloghanmore gilt als die am besten erhaltene „Full-court“-Anlage Irlands. Ihre Entstehung wird auf etwa 3200 bis 2500 v. Chr. datiert. Eine der beiden Galerien wird noch von einem schweren Deckstein bedacht. Zwei kleine unsegmentierte Kammern liegen am östlichen Ende des Hofes (englisch court), zu beiden Seiten des Zugangs. Sie haben Eingangssteine die mit Motiven dekoriert sind, die an die Kunst der Passage Tombs erinnern. Die Verwitterung hat die Dessins jedoch fast ausgelöscht.
Der Hof ist oval und misst ungefähr 15 m in der Länge. Der Eingang auf der Ostseite wird von Orthostaten von enormer Größe flankiert. Vieles vom langen trapezförmigen Cairn ist original, aber seine gegenwärtige Form entstand bei der Erneuerung des Monumentes im letzten Jahrhundert. Die Anlage liegt in sumpfigem Gelände.